# Broadheath
Broadheath avec Lower Broadheath est une paroisse civile officiellement connue sous le nom de Lower Broadheath et située à Malvern Hills (district), district du Worcestershire, Angleterre. Selon le recensement de 2001, la population est de 1 713 habitants. La paroisse civile inclut également Upper Broadheath (en) qui se trouve environ à 5 km au Nord-Ouest de Worcester.

## Personnalités

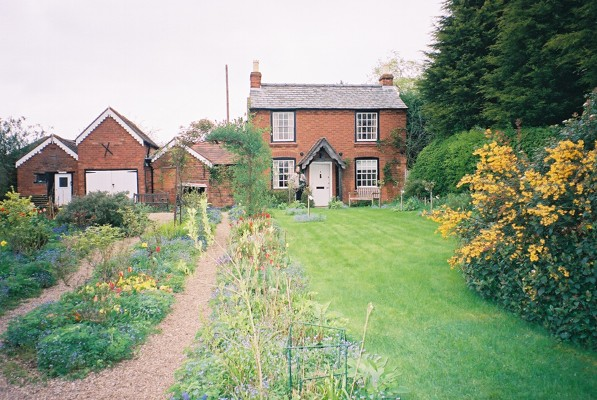
Maison où est né Edward Elgar

Le compositeur Edward Elgar est né à Lower Broadheath en 1857.